# Silberbergwerk Schwaz
Das Silberbergwerk Schwaz ist ein Besucherbergwerk in Schwaz in Tirol. Es befindet sich im Sigmund-Erbstollen des Schwazer Bergbaus.

## Geologie
Örtliche Vorkommen sind Innsbrucker Quarzphyllit des Unterostalpin, Kellerjoch-Gneise des Mittelostalpin sowie die Gesteine der Grauwacken-Zone des Oberostalpin (Wildschönauer Schiefer, Schwazer Dolomit, Permoskythische Sedimente, Alpiner Buntsandstein und die Schwazer Trias: Reichenhaller Schichten, Alpiner Muschelkalk, Partnach-Schichten). Damit bildet die Gegend die Grenze der Zentralalpen zur Grauwacken-Zone und den Nördlichen Kalkalpen (Inntalstörung).
Die Vererzung besteht aus monomineralischen Fahlerzen und in einigen Teilen der Lagerstätte aus polymetallischen Erzgängen.

## Geschichte
Im Spätmittelalter gehörten die Silberbergwerke bei Schwaz zu den größten und ertragreichsten in der Region. 1554 waren in den Schwazer Bergrevieren über 7400 Bergknappen täglich beschäftigt.
1491 wurde Erzherzog Siegmund der Stollen St. Sigmund zum Fürstenbau verliehen. Der heutige St. Sigmund Erbstollen ist wahrscheinlich der 1515 angeschlagene St. Maximilian Kaiserbau. Zum Vortrieb der Stollen kamen die zu dieser Zeit üblichen Schlägel und Eisen (Schrämen) zum Einsatz. Mangel-Ernährung, schlechte medizinische Versorgung und die harte körperliche Arbeit sorgten dafür, dass viele Bergknappen bereits vor dem 35. Lebensjahr starben. Auf dem Höhepunkt des Silberbergbaus, um 1500, lebten in der Ortschaft Schwaz mehr als 12.400 Menschen. Damit war Schwaz nach Wien der zweitgrößte Ort im Habsburgerreich.
Um die Entstehung des Bergbaus am Falkenstein rankt sich eine Sage. So soll eine Magd namens Kandlerin Weidevieh gehütet haben, als ein wildgewordener Stier mit seinen Hörnern eine Grasnarbe aufgerissen habe. Zum Vorschein sei ein dunkler, glänzender Stein gekommen.
Neben Silber war Kupfer ein weiterer wichtiger Rohstoff, der in den Schwazer Bergwerken gefördert wurde. Während das geförderte Silber aber an den Landesherren verkauft werden musste, konnte man das Kupfer frei auf dem Markt anbieten. Jeder zehnte Kübel Roherz musste als Fron für den Landesherren dem beamteten Froner abgeliefert werden. Das in Schwaz gewonnene Silber musste zu einem festen Preis an die Münzstätte in Hall abgeliefert werden. Bezahlt wurde es dort für einen Wert von 5 bis 6 Gulden pro Gewichtsmark (281 Gramm).
Der Schwazer Bergbau erlebte zwei Blütezeiten vom 14. bis 18. Jahrhundert. Danach blieben die Erfolge aus und die bekannten Erzlagerstätten waren weitgehend erschöpft oder waren unrentabel geworden. Der Erzbergbau endete 1957. Danach wurde nur noch Dolomit im Bereich des Eiblschrofen abgebaut. Gefördert wurde aus dem Wilhelm-Erbstollen. Aller Bergbau endete 1999.

## Schwazer Wasserkunst

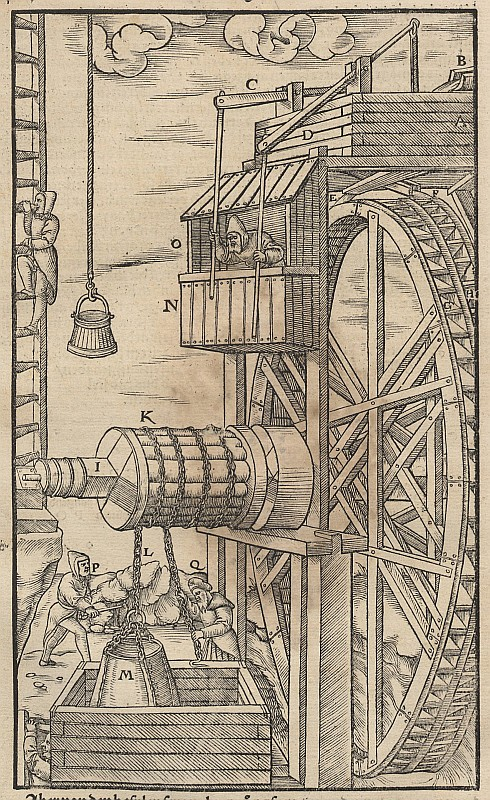
Bulgenkunst nach Georgius Agricola

Im Jahr 1515 wurde im Revier Falkenstein mit der Teufe eines neuen tonnlägigen Schachtes (82° Neigung) begonnen. Dabei war das zusitzende Wasser ein großes Problem. Deshalb wurden Wasserknechte eingestellt, die für die Trockenhaltung des Schachtes sorgten. Waren 1526 noch 84 Wasserknechte beschäftigt, erhöhte sich deren Anzahl bis 1533 bereits auf 600. Aufgrund der kräftezehrenden Arbeit in der nassen und kalten Umgebung arbeiteten die Wasserknechte in 6 Schichten à 4 Stunden. Aufgrund dessen und wegen der immer höheren Lohnforderungen der Wasserknechte wurde versucht, die menschliche Arbeit durch Maschinen zu ersetzen.
Im Jahre 1553 kam der salzburgische Werkmeister Anton Lasser nach Schwaz, um im Auftrag der Gewerken eine Wasserkunst zu konstruieren. Nach Anton Lassers Tod baute Wolfgang Lasser 1553/54 eine Bulgenkunst, die von einem Kehrrad mit 28 Schuh (9,20 m) Durchmesser angetrieben wurde. Diese Kunst wurde auch zur Erzförderung eingesetzt. Das Aufschlagwasser wurde über vier Kilometer weit auf hölzernen Gerinnen in den Berg geleitet, das gehobene Wasser floss zusammen mit dem verbrauchten Aufschlagwasser über den Sigmund-Erbstollen ins Tal. Diese Wasserkunst ermöglichte den Abbau unterhalb der Stollensohle.
Im Jahre 1650 reichte die vorhandene Kunst nicht mehr aus und es wurde ein zweites Wasserrad von 30 Schuh (9,90 m) Durchmesser, welches eine Pumpenkunst nach Art der Ehrenfriedersdorfer Radpumpe antrieb, eingebaut.
Um 1755 wurde durch Johann Baptiste von Erlacher die Antriebsleistung der Pumpenkunst erhöht, indem er ein drittes Wasserrad von 32 Schuh (10,60 m) Durchmesser über ein Feldgestänge mit dem zweiten Wasserrad verband.

## Folgen des Silberabbaus in Schwaz

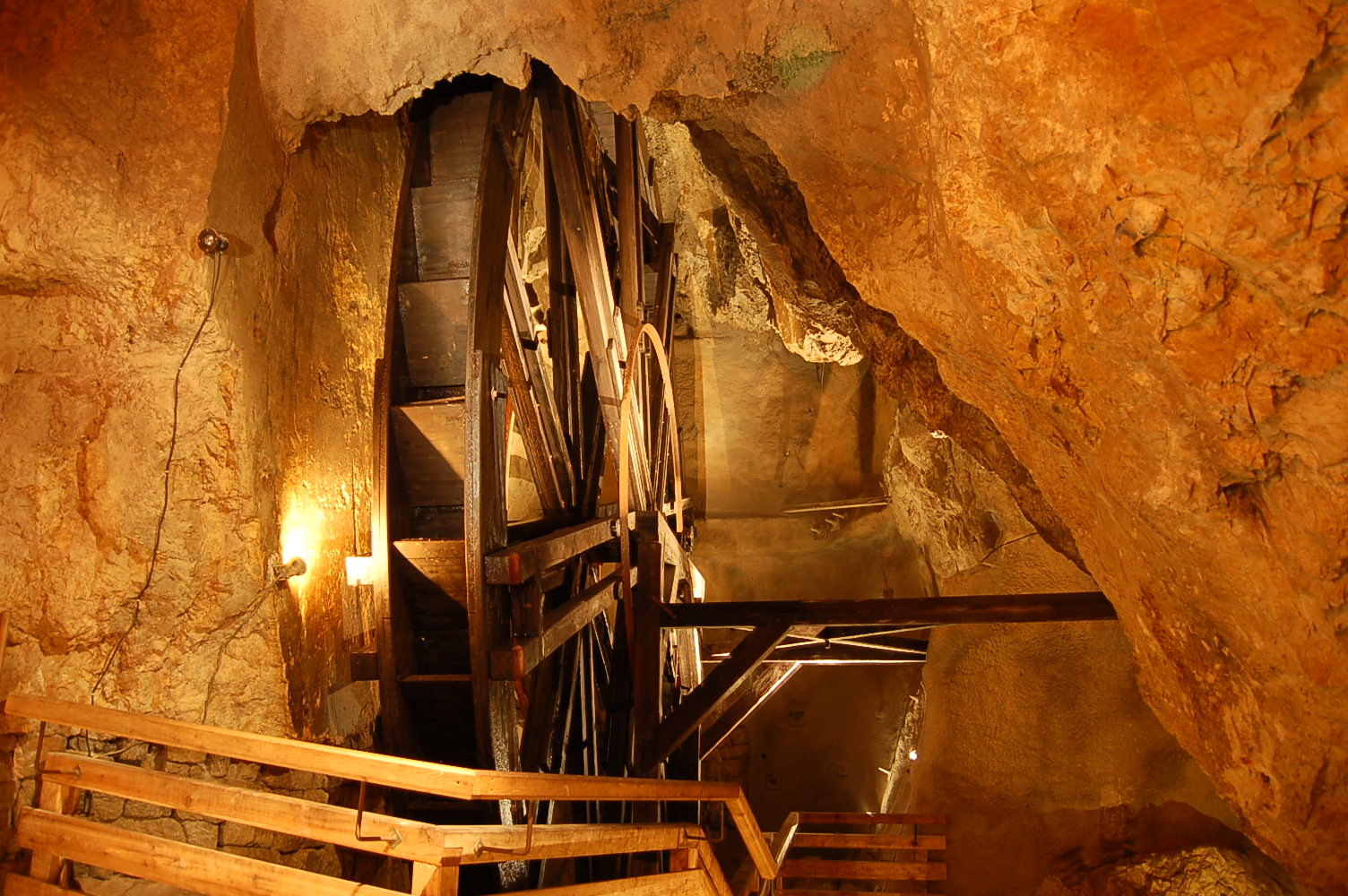
Modell einer Wasserkunst

Landesfürst Erzherzog Sigismund verlegte im Jahre 1477 die Münzstätte von Meran nach Hall.  Im Jahre 1486 wurde hier erstmals als Äquivalent zum Goldgulden eine Großsilbermünze, der Guldiner in geringer Stückzahl geprägt.
Der römisch-deutsche König und spätere Kaiser Maximilian I. finanzierte seine zahlreichen Kriege mit den Erträgen aus dem Schwazer Bergbau und verhalf seinem Enkel, Karl V., durch Werbe- und Bestechungsgelder zur Königswahl.
Schwazer Silber und Kupfer bildeten die finanzielle Basis für das Weltreich der Habsburger. Innsbruck wurde in dieser Zeit mit dem modernsten Geschützpark Europas ausgestattet.
Der Reichtum und der aufwendige Lebensstil der Landesfürsten und Gewerken spiegelt sich noch heute in Bauten wie Sigmundslust, Sigmundsfreud, dem weltberühmten „Goldenen Dachl“ und Schloss Tratzberg wider.

## Erzvorkommen und Abbau
Der Abbau erfolgte durch eine große Zahl von Stollen, die in den Berg getrieben wurden. In der Region Schwaz sind noch 1961 mindestens 546 Stollen dokumentiert worden, allein im Schwazer Bergrevier Falkenstein sind ca. 206 Stollen bekannt. Die ursprüngliche Länge aller Stollen wird auf 500 km geschätzt.
Der Sigmund-Erbstollen ist bis heute der tiefstliegende zum Tag führende Stollen. Er dient als Zugang, zur Entwässerung des Grubengebäudes und zur Bewetterung. Im Berg herrscht Sommer wie Winter eine gleichbleibende Temperatur von 12 °C und eine Luftfeuchtigkeit von 99 %. Durch die zahlreichen Stollen und Schächte strömt ständig Frischluft ein.

## Heutige Situation
Im Jahr 1989 wurde der Sigmund-Erbstollen hergerichtet und als Schwazer Silberbergwerk zur Besichtigung geöffnet. Die ersten 800 m durch den Sigmund-Erbstollen werden mit einer Grubenbahn zurückgelegt. Die Führung dauert etwa 90 Minuten.
Das Silberbergwerk zählt zu den  Attraktionen der Stadt Schwaz und der Silberregion Karwendel.

## Medien
- Der Silberberg. Dokumentarfilm mit szenischer Dokumentation, Österreich, 2011, 43:35 Min., Buch und Regie: Manfred Corrine, Produktion: mrc film, cinecraft, ORF, Reihe: Universum, Erstsendung: 23. September 2010 bei ORF 2, Inhaltsangabe von 3sat.